# 브렌트우드 (에식스주)

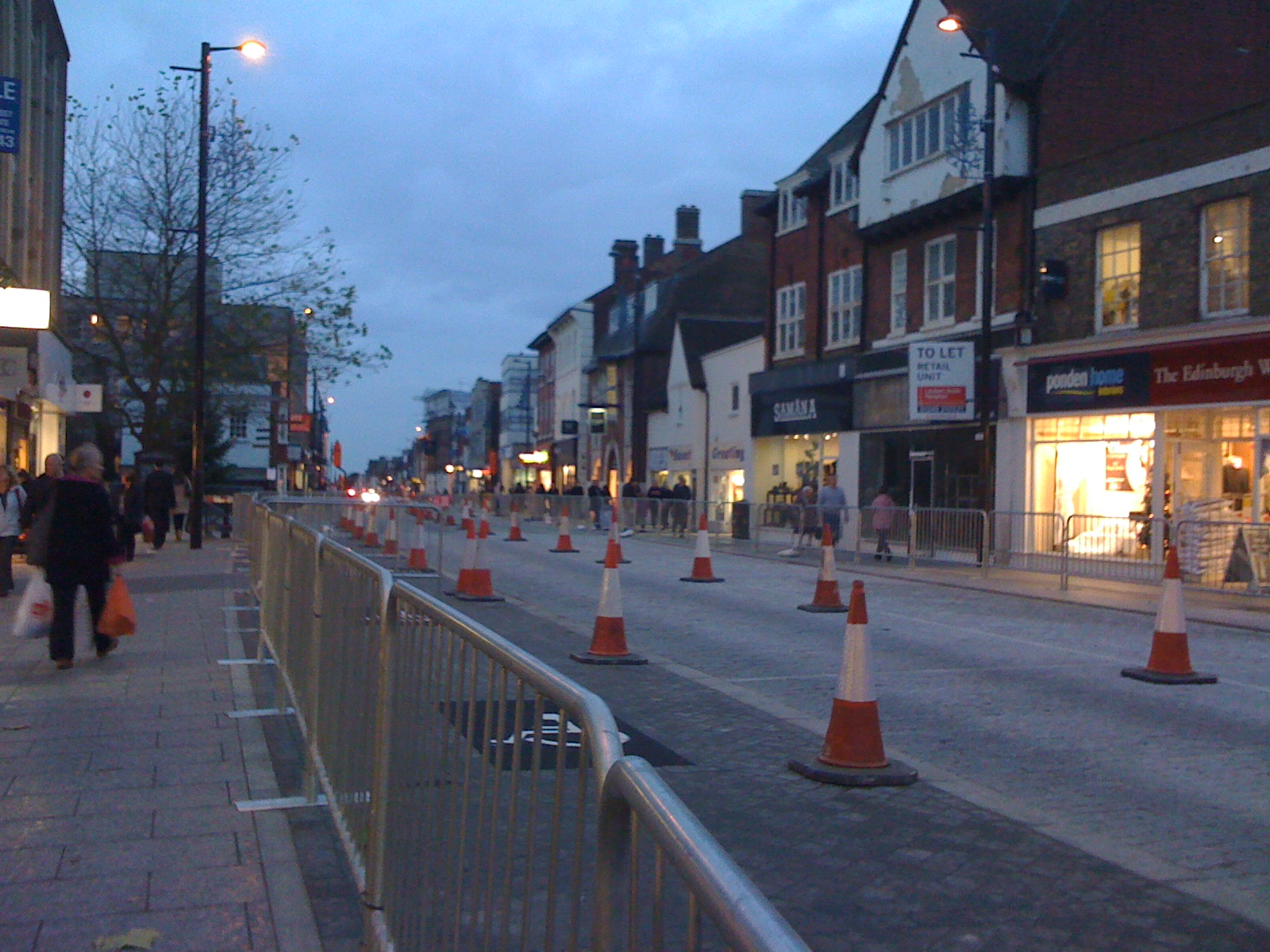
브렌트우드

브렌트우드(Brentwood)는 에식스 주에 위치한 도시이다. 인구는 47,593명이다.